# Base58
Base58は、データを58種類の印字可能な英数字のみを用いて、それ以外の文字を扱うことの出来ない通信環境にてマルチバイト文字やバイナリデータを扱うためのエンコード方式である。Base64に似ているが、英数字以外の文字や印刷した場合に違いのわかりにくい文字を排するような変更がなされている。これは生身の人間であるユーザーが手動でデータを入力したり、視覚的な情報源から目でコピーすることを想定しているほか、ダブルクリック一発で文字列すべてを選択し楽にコピー＆ペーストができるように設計されているためである。
Base58ではBase64から数字の0と大文字のＯ、大文字のIと小文字のlの英数字といった区別しづらい文字や、英数字以外の特殊文字である+(プラス)/(スラッシュ)を取り除いた文字セットで表現される。Base58はエンコード時のデータの分割単位が58と2の冪の数ではないため、Base64のように元データをビット毎に分割することができない。このため大きいバイナリデータをエンコードすることは不得手であり、専ら大きな整数をエンコードするのに用いられる。 後述の例のように文字セットの並び順の正しい規定が存在せず個別の実装に依存しており、同じ"Base58"という名前でも複数のフォーマットが存在する。派生フォーマットとして文字セットから更に数字の1と小文字のoの2文字を取り除いたBase56というものも存在する。
Base58Checkは最初と最後の数文字でそれぞれデータ種別とエラー検出符号を付加するBase58エンコードフォーマットであり、ビットコインのアドレスはこの形式をとっている

## 対応文字
前述したように、Base58は文字セット内の文字の並び順を実装に依存している。ここではいくつかの例を挙げる。
| アプリケーション      | 対応文字                                                   |
| --------------------- | ---------------------------------------------------------- |
| ビットコイン アドレス | 123456789ABCDEFGHJKLMNPQRSTUVWXYZabcdefghijkmnopqrstuvwxyz |
| リップル アドレス     | rpshnaf39wBUDNEGHJKLM4PQRST7VWXYZ2bcdeCg65jkm8oFqi1tuvAxyz |
| flickr用の短縮URL     | 123456789abcdefghijkmnopqrstuvwxyzABCDEFGHJKLMNPQRSTUVWXYZ |